# 자율학습
자율학습(自律學習, 영어: self-learning)은 중국, 대한민국, 홍콩, 마카오, 러시아 등지의 일부 중학교와 절대다수 고등학교에서 학생들을 대상으로 운영하는 정규 수업 이외의 자율학습이다. 정규수업 전의 0교시(zero period, zero-th class)와 정규수업 후의 야간 자율 학습(night self-learning)이 여기에 속한다. 자율학습이므로, 보충수업이나 방과후 학교와는 달리 교육프로그램이 제공되지는 않는다. 
교육인적자원부의 정책으로 강제적인 자율학습이 금지되었으나, 획일적인 자율학습이 계속 진행되었다. 효과 면에서 이른 아침과 심야까지 하는 자율학습은 학생들의 건강에 악영향을 주고 장기적으로는 학습 능률에 도움이 되지 않는다는 주장도 있다.
대한민국에서 고등학생의 야간자율학습은 평균적으로 수업과 보충수업이 완료되는 오후6시 경에 시작되어 오후9시에서 오후10시까지 행해진다. 학교에 따라 다르지만 정규 야간자율학습 시간이 끝난 후 원하는 학생은 다시 한 시간 가량을 추가로 더 공부할 수 있게 된다. 대한민국 고등학생의 평균 학습시간이 10시간 47분(2010년 통계청 자료)인 것은 0교시 및 야간자율학습의 영향이 상당량 있다고 사료된다.
상기의 교육제도와 유사한 중화민국에서도 이러한 자율학습이 행해지고 있다. 정부의 기본 방침은 오후4시 하교이지만, 많은 중·고등학생들이 오후8시에서 오후9시까지 학교에 남아 공부를 한다.
이에, 인터넷 상에서 학생들의 인권을 심각하게 훼손한다는 이유로 반대서명도 있었다.

## 같이 보기
- 학습
- 공교육
- 보충수업
- 방과후학교